# قو (فیلم ۱۹۵۶)
قو (انگلیسی: The Swan) فیلمی آمریکایی به کارگردانی چارلز ویدور است که در سال ۱۹۵۶ میلادی منتشر شد.

## بازیگران
- گریس کلی
- الک گینس
- لوئی ژوردان
- جسی رویس لندیس
- برایان اهرن
- اگنس مورهد
- لئو جی. کارول
- وان دیک پارکس
- دوریس لوید
- جوزپه آدوباتی